# Domingo Pérez
Domingo Salvador Pérez (ur. 7 czerwca 1936 w Paysandú, zm. 16 sierpnia 2024) – piłkarz urugwajski, lewoskrzydłowy. Wzrost 171 cm, waga 73 kg.
Będąc zawodnikiem zespołu Rampla Juniors wziął udział w turnieju Copa América 1959, w którym Urugwaj zajął przedostatnie 6. miejsce. Zagrał tylko w dwóch meczach – w wygranym 7:0 meczu z Boliwią (strzelił bramkę) i w przegranym 1:4 meczu z Argentyną. W tym samym roku wziął udział w ekwadorskim Copa América, gdzie Urugwaj spisał się znakomicie i nie ponosząc porażki zdobył mistrzostwo Ameryki Południowej. Pérez wystąpił we wszystkich czterech spotkaniach – z Ekwadorem (zdobył bramkę), Brazylią, Argentyną i Paragwajem.
Jako piłkarz klubu Club Nacional de Football wraz z reprezentacją Urugwaju wziął udział w finałach mistrzostw świata w 1962 roku. Urugwaj odpadł wtedy w rundzie grupowej, natomiast Pérez wystąpił we wszystkich trzech meczach – z Kolumbią, Jugosławią i ZSRR.
Wciąż jako gracz Nacionalu wziął udział w finałach mistrzostw świata w 1966 roku, gdzie Urugwaj dotarł do ćwierćfinału. Zagrał we wszystkich czterech meczach – z Anglią, Francją, Meksykiem i Niemcami.
Rok później zagrał w Copa América 1967, gdzie zdobył swój drugi tytuł mistrza Ameryki Południowej. Urugwaj nie przegrał żadnego meczu, a Pérez wystąpił w czterech spotkaniach – z Boliwią, Chile, Paragwajem (zdobył bramkę) i Argentyną.
Od 8 marca 1959 do 2 lutego 1967 rozegrał w reprezentacji Urugwaju 29 meczów w których zdobył 6 bramek.
Uważany jest za najlepszego urugwajskiego lewoskrzydłowego lat 60.